# Brankov most
Brankov most jedan je od mostova u glavnom gradu Srbije Beogradu. Proteže se preko rijeke Save, a povezuje gradske općine Stari Grad i Novi Beograd.

## Povijest
Godine 1930. raspisan je međunarodni natječaj za izgradnju cestovnog mosta preko Save, a posao je dobila tvrtka Société de Construction des Batignolles. Do tada je preko Save u Beogradu postojao samo jedan željeznički most izgrađen još 1884. godine. Zbog pristaništa za brodove nedaleko novog mosta, zahtjevano je da se rijeka premosti samo jednim otvorom, širine oko 250 metara. Gradnja je započela 1930., a novi, viseći most je otvoren u prosincu 1934. godine te je dobio službeno ime Most kralja Aleksandra, iako su ga stanovnici neslužbeno zvali i Zemunski most. Građevina je potpuno uništena 1941. godine u ratnim razaranjima Drugog svjetskog rata.
Na temeljima srušenog mosta izgrađen je novi, ponovno cestovni most, te je pušten u promet 1956. godine. Petnaest godina poslije struka je most okarakterizirala kao nedovoljna kapaciteta tako da je donesena odluka o njegovu proširenju. Godine 1979. završeni su radovi te most poprima današnji oblik. Izgradnju mosta obavljala je tvrtka MAN, a proširenja tvrtka Mostprojekt. Glavni arhitekt bio je Danilo Dragojević. Posljednji značajniji zahvat na mostu bio je postavljanje dizala za bicikliste na strani općine Stari Grad, a izvršen je 2006. godine. Mostom danas dnevno prmetuje oko 90.000 vozila, što ga uz Gazelu i Most na Adi čini vrlo značajnim beogradskim mostom.

## Porijeklo imena
Tijekom socijalizma most se službeno zvao Most bratstva i jedinstva, ali se ovo ime nikada nije zadržalo. Beograđani su ga ponekad zvali i Savski most ili Most u Brankovoj ulici jer se preko njega ulazi u ulicu nazvanu po pjesniku Branku Radičeviću. To je i razlog iz kojeg nosi sadašnje ime.

## Samoubojstva
Često se pojavljuje i kriva informacija kako most nosi ime po književniku Branku Ćopiću, koji je izvršio samoubojstvo skočivši s njega. Osim toga, ovaj most poznat je i po velikom broju samoubojstava koja se izvrše ili se pokušaju izvršiti. Svake godine oko 40 ljudi odluči oduzeti si život skokom u Savu s Brankovog mosta.

## Galerija slika
- Nekadašnji Most kralja Aleksandra.
- Biciklističko dizalo.
- Pogled ka donjoj konstrukciji mosta.
- Pogled preko Brankovog mosta s jednog od stambenih nebodera Šest kaplara.
- Brankov most i Brankova ulica

## Vanjske poveznice
Sestrinski projekti
|  | Zajednički poslužitelj ima još gradiva o temi Brankov most |